# Расстрел адмирала Колчака

Памятник А. В. Колчаку в Иркутске, установленный в 2004 г.

Расстрел Верховного правителя России адмирала А. В. Колчака и премьер-министра Пепеляева был произведён 7 февраля 1920 года в 5-м часу утра в устье реки Ушаковки близ её впадения в реку Ангару по распоряжению Иркутского военно-революционного комитета, возглавлявшегося большевиками и действовавшего по личному указанию В. И. Ленина. Убили Верховного правителя без суда и до завершения следствия, а само решение о казни было политическим, не судебным, и предрешённым по согласованию с высшим советским руководством.
Общее руководство расстрелом осуществлял председатель Иркутской губернской чрезвычайной комиссии Самуил Чудновский, расстрельной командой руководил начальник гарнизона и одновременно комендант Иркутска И. Н. Бурсак (Борис Яковлевич Блатлиндер).
Вместе с Колчаком был также расстрелян председатель Совета министров Российского правительства В. Н. Пепеляев, в отношении которого не проводилось даже следственных мероприятий, не говоря уже о суде, предъявлении обвинения и вынесении приговора.
Тела Колчака и Пепеляева после расстрела были опущены в прорубь на реке Ушаковке и унесены течением.

## Предыстория

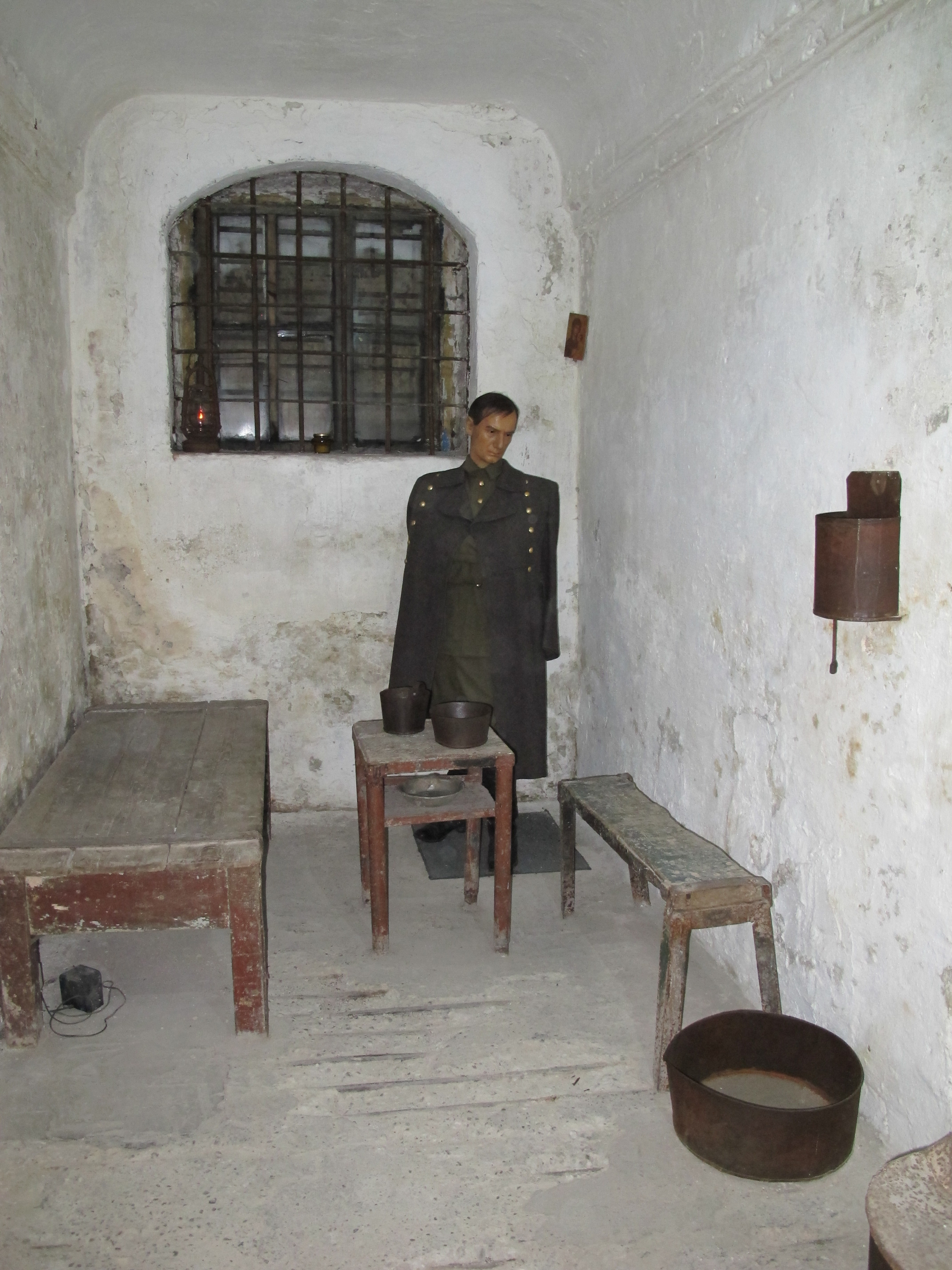
Камера № 5 в СИЗО г. Иркутска, где содержался А. В. Колчак, и его восковая фигура

Верховный правитель России адмирал А. В. Колчак (4 января 1920 года принял, но не реализовал решение передать верховную власть своему заместителю генералу А. И. Деникину) находился фактически под негласным арестом чехословацкого командования. Он был доставлен в Иркутск и 15 января с санкции французского генерала Мориса Жанена выдан чехословаками представителям эсеро-меньшевистского «Политцентра» и помещён в губернскую тюрьму.
21 января «Политцентр» передал власть в Иркутске, а с ней и арестованного адмирала, большевистскому Иркутскому военно-революционному комитету (ВРК). Большевики сменили председателя Чрезвычайной следственной комиссии, созданной ещё «Политцентром», на своего ставленника С. Г. Чудновского, а сама комиссия была преобразована в Губернскую чрезвычайную комиссию. При этом состав Комиссии, допрашивавшей Колчака, оставался неизменным до самого последнего дня, и среди её членов были меньшевик Денике и два правых эсера — Лукьянчиков и Алексеевский. Они были близко знакомы с работой правительства Колчака и к тому же прямо или косвенно участвовали в подготовке иркутского выступления против него. По мнению следователя К. Попова, участвовавшего в допросах, участие этих лиц в Комиссии позволяло сделать Колчака более склонным к даче показаний, поскольку он не видел в них своих решительных и последовательных врагов. Допросы Колчака начались 21 января, буквально накануне передачи «Политцентром» власти ВРК, так что все допросы, начиная со второго, производились уже от имени советской, а не эсеро-меньшевистской власти.
Адмирал держался во время допросов спокойно и с большим достоинством, вызывая этим невольное уважение у следователей, подробно рассказывая о своей жизни и охотно отвечая на вопросы. Колчак был довольно откровенен и открыт, стремился оставить для истории и собственные биографические данные, и сведения о важных исторических событиях, участником которых ему довелось быть.

## Причины расстрела
Вопрос о расстреле Колчака неоднократно освещался в мемуарной и исследовательской литературе. До 1990-х годов считалось, что все обстоятельства и причины этого события досконально выяснены. Некоторые расхождения в литературе существовали лишь в вопросе о том, кто отдал приказ о расстреле Колчака. Одни мемуаристы и исследователи утверждали вслед за советскими историками, что такое решение принял Иркутский военно-революционный комитет по собственной инициативе и в силу объективно сложившихся военно-политических обстоятельств (угроза нападения на Иркутск подошедших с запада остатков колчаковской армии под командованием генерала Войцеховского), другие приводили сведения о наличии директивы, исходившей от председателя Сибревкома и члена Реввоенсовета 5-й армии И. Н. Смирнова. О причине расстрела без суда Г. З. Иоффе в монографии 1983 года писал: «Судьбу Колчака фактически решили каппелевцы, рвавшиеся в Иркутск, и контрреволюционные элементы, готовившие восстание в городе». Историк привёл практически полностью текст «Постановления № 27», принятого Военно-революционным комитетом 6 февраля: 
Обысками в городе обнаружены во многих местах склады оружия, бомб, пулеметных лент и пр.; установлено таинственное передвижение по городу этих предметов боевого снаряжения; по городу разбрасываются портреты Колчака и т. п.
 С другой стороны, генерал Войцеховский, отвечая на предложение сдать оружие, в одном из пунктов своего ответа упоминает о выдаче Колчака и его штаба.
Все эти данные заставляют признать, что в городе существует тайная организация, ставящая своей целью освобождение одного из тягчайших преступников против трудящихся — Колчака и его сподвижников. Восстание это безусловно обречено на полный неуспех, тем не менее может повлечь за собою ещё ряд невинных жертв и вызвать стихийный взрыв мести со стороны возмущенных масс, не пожелающих допустить повторение такой попытки.
Обязанный предупредить эти бесцельные жертвы и не допустить город до ужасов гражданской войны, а равно основываясь на данных следственного материала и постановлений Совета народных комиссаров Российской социалистической федеративной советской республики, объявившего Колчака и его правительство вне закона, Иркутский военно-революционный комитет постановил:
1) бывшего Верховного правителя адмирала Колчака и
2) бывшего председателя Совета министров Пепеляева
р а с т р е л я т ь.
Лучше казнить двух преступников, давно достойных смерти, чем сотни невинных жертв.
Постановление подписано членами ВРК А. Ширямовым, А. Сноскаревым, М. Левенсоном и Обориным.
Текст постановления об их расстреле был впервые опубликован в статье бывшего председателя Иркутского военно-революционного комитета А. Ширямова. В 1991 году Л. Г. Колотило сделал предположение, что постановление было составлено уже после расстрела, как оправдательный документ, поскольку датировано оно седьмым февраля, а в тюрьму предгубчека С. Чудновский и И. Н. Бурсак прибыли во втором часу ночи седьмого февраля, якобы уже с текстом постановления, причём до этого составляли из коммунистов расстрельную команду. 
Лишь в начале 1990-х годов в СССР была опубликована записка Ленина заместителю Троцкого Э. Склянскому для передачи по телеграфу члену Реввоенсовета 5-й армии, председателю Сибревкома И. Смирнову, которая к этому моменту была известна за границей уже 20 лет — с момента опубликования в Париже издания «Бумаги Троцкого»:

Шифром. Склянскому: Пошлите Смирнову (РВС 5) шифровку: Не распространяйте никаких вестей о Колчаке, не печатайте ровно ничего, а после занятия нами Иркутска пришлите строго официальную телеграмму с разъяснением, что местные власти до нашего прихода поступали так и так под влиянием угрозы Каппеля и опасности белогвардейских заговоров в Иркутске. Ленин. Подпись тоже шифром.

1. Беретесь ли сделать архи-надежно?

2. Где Тухачевский?

3. Как дела на Кав. фронте?

4. В Крыму?
По мнению ряда современных российских историков, эту записку следует расценивать как прямой приказ Ленина о бессудном и тайном убийстве Колчака.
Председатель Сибревкома И. Н. Смирнов утверждал в своих воспоминаниях, что ещё во время пребывания в Красноярске (с середины января 1920 г.) получил шифрованное распоряжение Ленина, «в котором он решительно приказал Колчака не расстреливать», ибо тот подлежит суду. Однако после получения этого распоряжения штаб авангардной 30-й дивизии направил в Иркутск телеграмму, в которой сообщался приказ Реввоенсовета 5-й армии, согласно которому расстрел Колчака допускался: «…адмирала Колчака содержать под арестом с принятием исключительных мер стражи и сохранения его жизни…, применив расстрел лишь в случае невозможности удержать Колчака в своих руках», а Ленину и Троцкому Смирнов телеграфировал 26 января: «Сегодня… дан… приказ… чтобы Колчака в случае опасности вывезли на север от Иркутска, если не удастся спасти его от чехов, то расстрелять в тюрьме». «Вряд ли возможно», — пишет биограф Колчака Плотников, чтобы такой приказ Смирнов мог дать «без санкции не только партийного центра, но и лично Ленина». Плотников полагает в связи с этим и на основании косвенных данных (упоминаемых в записке обстоятельств, не имеющих отношения к основному содержанию), что записка Ленина была ответом на телеграмму Смирнова, и датирует её концом двадцатых чисел января 1920 г. Таким образом, историк считает очевидным, что Смирнов имел установку на расстрел Колчака непосредственно от Ленина, на основании которой он выбрал подходящий момент — выход белогвардейцев к Иркутску — и 6 февраля направил телеграмму исполкому Иркутского совета рабочих, крестьянских и красноармейских депутатов: «Ввиду возобновившихся военных действий с чехо[словацкими] войсками, движения каппелевских отрядов на Иркутск и неустойчивого положения советской власти в Иркутске, настоящим приказываю Вам: находящихся в заключении у Вас адмирала Колчака, председателя Совета министров Пепеляева, всех, участвовавших в карательных экспедициях, всех агентов контрразведки и охранного отделения Колчака с получением сего немедленно расстрелять. Об исполнении доложить».
В. Г. Хандорин обращает внимание на то обстоятельство, что решение о расстреле адмирала Колчака без суда было принято вскоре после официального постановления советского правительства от 17 января 1920 года об «отмене» смертной казни. Пепеляев же при этом перед расстрелом даже не был допрошен.
Г. З. Иоффе обратил внимание на то, что хотя и А. В. Колчак, и «все ставленники и агенты Колчака» были объявлены вне закона ещё в августе 1919 года постановлением Совнаркома и ВЦИК Советов, бессудно были казнены только А. В. Колчак и В. Н. Пепеляев. Остальных арестованных состоявшийся в мае 1920 года трибунал, исходя из того, что «острый момент гражданской войны миновал», нашёл возможным предать суду.
Некоторые современные историки считают, что смысл действий Ленина здесь, как и в случае с расстрелом царской семьи, состоял в попытке снять с себя ответственность за бессудную казнь, представив дело как народную инициативу и «акт возмездия». К этому мнению близка точка зрения историка А. Г. Латышева, согласно которой Ленин мог именно так поступить по отношению к царской семье, но посчитал это нецелесообразным. В. И. Шишкин, не отрицая наличия ленинской директивы о необходимости расстрела Колчака, не считает Ленина единственным виновником бессудного убийства, указывая, что в советской России в то время не существовало иной точки зрения по этому вопросу. По его мнению, освобождение А. В. Колчака было делом нереальным, и его расстрел был инициирован верхушкой большевистского руководства как акт политической расправы и устрашения.
Г. З. Иоффе оставил открытым вопрос о корректной датировке записки Ленина Склянскому, но обратил внимание на неясности в тексте записки, если считать, что она была написана уже после расстрела. А современный исследователь-колчаковед В. Г. Хандорин задаётся риторическим вопросом о смысле оговорок о необходимости «разъяснить, что местные власти до нашего прихода поступили так под влиянием угрозы Каппеля и опасности белогвардейских заговоров в Иркутске» — в случае, если эта записка была написана уже после расстрела — особенно, учитывая, что никакой реальной «угрозы Каппеля» не было: у каппелевцев было значительно меньше войск, чем у советского гарнизона Иркутска, и не было сил взять город. Также непонятно, отчего в таком случае постановление было вынесено не непосредственно ревкомом, а после категоричного приказа члена Реввоенсовета 5-й армии (которому и была адресована ленинская телеграмма, переданная через Склянского).

## Каппелевцы под Иркутском
На выручку попавшему в беду адмиралу поспешил оставшийся ему до конца верным генерал В. О. Каппель во главе ещё сохранивших боеспособность остатков частей Восточного фронта Русской армии, несмотря на лютую стужу и глубокие снега, не щадя ни себя, ни людей. В результате при переправе через реку Кан Каппель провалился с конём под лёд, обморозил ноги, и уже 26 января скончался около станции Тулун от воспаления лёгких.
Войска белых под командованием генерала С. Н. Войцеховского продолжили движение вперед. Их оставалось всего 4—5 тысяч бойцов. Войцеховский планировал взять штурмом Иркутск и спасти Верховного правителя и всех томившихся в тюрьмах города офицеров. Больные, обмороженные, 30 января они вышли на линию железной дороги и у станции Зима разбили высланные против них советские войска. После короткого отдыха 3 февраля каппелевцы двинулись на Иркутск. Они с ходу взяли Черемхово в 140 км от Иркутска, разогнав шахтёрские дружины и расстреляв местный ревком.
По свидетельству генерала Пучкова, генерал Войцеховский мог рассчитывать при реализации своего плана спасения Колчака не более чем на 5 тыс. бойцов, которые были растянуты вдоль дороги так, что на их сборы к месту боя понадобилось бы не менее суток. Армия имела 4 действующих и 7 разобранных орудий с ограниченным количеством боеприпасов. В большинстве дивизий наличествовало не более 2-3 пулемётов с мизерным количеством патронов. Ещё хуже дела обстояли с патронами у стрелков. Тем не менее, по свидетельству генерала, «…при малейшей надежде найти Верховного Правителя в городе армия атаковала бы Иркутск немедленно же с подходом к нему».
В ответ на ультиматум командующего советскими войсками Зверева о сдаче Войцеховский направил красным встречный ультиматум с требованием освобождения адмирала Колчака и арестованных с ним лиц, предоставления фуража и выплаты контрибуции в размере 200 млн руб., обещая обойти в этом случае Иркутск стороной.
Большевики не выполнили требований белых, и Войцеховский перешёл в атаку: каппелевцы прорвались к станции Иннокентьевской в 7 км от Иркутска. Иркутский ВРК объявил город на осадном положении, а подступы к нему были превращены в сплошные линии обороны. Началось сражение за Иркутск — по ряду оценок, не имевшее себе равных за всю гражданскую войну по ожесточённости и ярости атак. Пленных не брали.
Каппелевцы взяли Иннокентьевскую и смогли прорвать линии городской обороны красных. На 12 часов дня был назначен штурм города. В этот момент в события вмешались чехи, заключившие с красными соглашение, имевшее целью обеспечение их собственной беспрепятственной эвакуации. За подписью начальника 2-й чехословацкой дивизии Крейчего белым было направлено требование не занимать Глазковского предместья под угрозой выступления чехов на стороне красных. Сражаться со свежим хорошо вооруженным чешским контингентом у Войцеховского уже не хватило бы сил. Одновременно пришли вести о гибели адмирала Колчака. В сложившихся обстоятельствах генерал Войцеховский приказал отменить наступление. Каппелевцы с боями начали отход в Забайкалье.

Как пишет историк С. П. Мельгунов, в этом штурме Иркутска каппелевцами было многое и морального порядка, что должно было стать душевным облегчением для идущего на смерть Верховного правителя. Адмирал мог со спокойной совестью встретить расстрельные выстрелы: его солдаты и офицеры в самый критический момент испытания не изменили делу, которому служил А. В. Колчак, не изменили и самому адмиралу, оставшись ему верными до конца.

## Расстрел

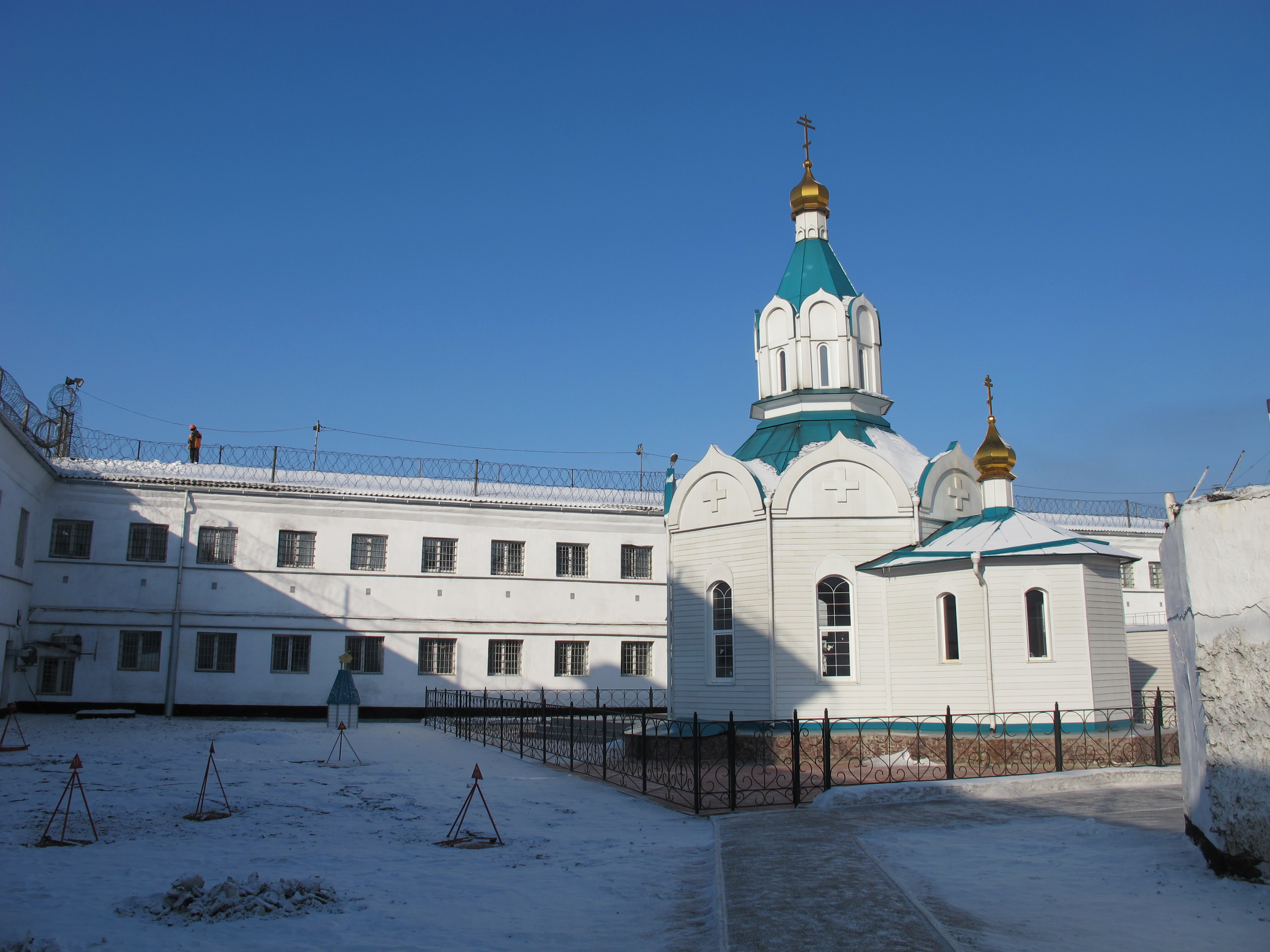
Двор иркутской тюрьмы, где, по одной из версий, был расстрелян А. В. Колчак

В ночь на 25 января (7 февраля) 1920 года в тюрьму, где содержались А. В. Колчак и бывший Председатель Совета Министров Российского правительства В. Н. Пепеляев, прибыл отряд красноармейцев с начальником И. Бурсаком. Сначала со второго этажа был выведен Пепеляев, затем — А. В. Колчак. Адмирал шел среди кольца солдат совершенно бледный, но спокойный. Все время своего ареста и до смерти А. В. Колчак держался мужественно и совершенно спокойно, хотя и не питал иллюзий относительно своей участи. Внутренне же адмирал за эти дни нечеловечески устал, ко дню своей смерти, в возрасте 45 лет, он был уже совершенно седым.
Перед расстрелом А. В. Колчаку было отказано последний раз повидаться с его любимой — А. В. Тимиревой, добровольно пошедшей под арест вместе с Александром Васильевичем, не желая его покидать. Адмирал отверг предложение палачей завязать глаза и отдал Чудновскому кем-то ему ранее переданную капсулу с цианистым калием, так как считал самоубийство неприемлемым для православного христианина, попросил передать своё благословение жене и сыну.
Общее руководство расстрелом осуществлял председатель губчека Самуил Чудновский, расстрельной командой руководил начальник гарнизона и одновременно комендант Иркутска Иван Бурсак (Борис Яковлевич Блатлиндер).
Полнолуние, светлая, морозная ночь. Колчак и Пепеляев стоят на бугорке. На мое предложение завязать глаза Колчак отвечает отказом. Взвод построен, винтовки наперевес. Чудновский шепотом говорит мне:
 – Пора. 
Я даю команду
– Взвод, по врагам революции – пли!

Оба падают. Кладем трупы на сани-розвальни, подвозим к реке и спускаем в прорубь. Так «верховный правитель всея Руси» адмирал Колчак уходит в своё последнее плавание.
— Из воспоминаний И. Бурсака (Бориса Яковлевича Блатлиндера)
Как отмечает историк Хандорин, в своих «неофициальных» воспоминаниях Бурсак пояснял: «Закапывать не стали, потому что эсеры могли разболтать, и народ бы повалил на могилу. А так — концы в воду».
Расстрельщики впоследствии отмечали, что адмирал встретил смерть с солдатским мужеством, сохранил достоинство и перед лицом смерти.

### Могила адмирала Колчака

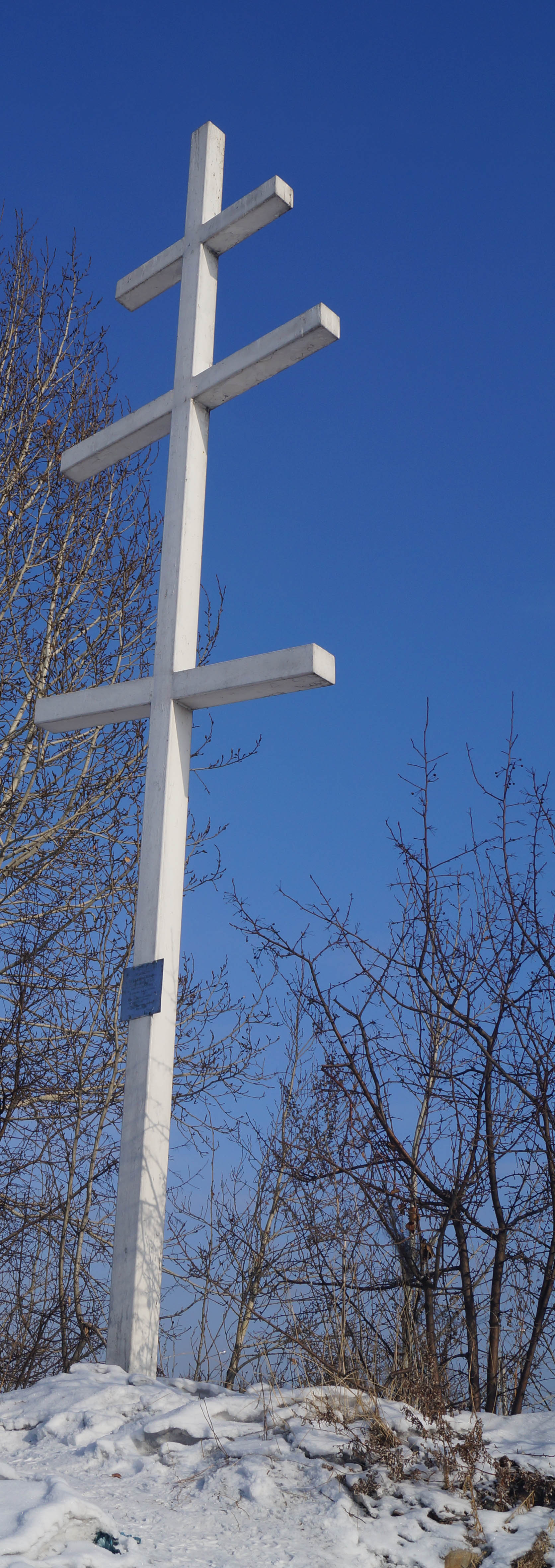
Крест на символической могиле А. В. Колчака и В. Н. Пепеляева на берегу Ангары

Возлюбленная адмирала Анна Тимирёва обратилась в Чрезвычайную следственную комиссию за разъяснениями, где и на основании какого приговора он был расстрелян, а также попросила передать ей «как самому близкому человеку» его тело для погребения по христианскому обычаю. В ответ на свою просьбу она получила отказ — ей сообщили, что тело А. В. Колчака якобы уже погребено.
Историк Ю. В. Чайковский считает убедительными предположения архивиста С. В. Дрокова, что официальная версия о расстреле Колчака на берегу Ангары выдумана и могилу Александра Васильевича следует искать в стенах иркутской тюрьмы. Указывая на многие нестыковки в официальной версии (например, на оставшуюся в тюрьме и попавшую потом в перечень личных вещей шубу Колчака), Чайковский соглашается с Дроковым, что большевики боялись выводить Колчака за стены тюрьмы, при этом командарм Смирнов уже телеграфировал в Москву, что приказал властям Иркутска вывезти Колчака на север от города, а если это не удастся, то «расстрелять в тюрьме». Исполнители могли шумно и прилюдно вывести смертников в шубах из камер, а убить их тайком в подвале. Официальная версия, пишет Чайковский, могла служить лишь тому, чтобы скрыть место захоронения останков Колчака.
Символическая могила А. В. Колчака находится на месте его «упокоения в водах Ангары» недалеко от иркутского Знаменского монастыря, где установлен православный крест.

## Оценки расстрела
В 1991 году Л. Г. Колотило сделал предположение, что постановление о расстреле Колчака и Пепеляева было составлено уже после расстрела, как оправдательный документ, поскольку датировано оно седьмым февраля, а в тюрьму предгубчека С. Чудновский и И. Н. Бурсак прибыли во втором часу ночи седьмого февраля, якобы уже с текстом постановления, причём до этого составляли в тюрьме из коммунистов расстрельную команду. В работе В. И. Шишкина 1998 года показано, что имеющийся в ГАРФ подлинник постановления датирован шестым февраля, а не седьмым, как указано в статье составлявшего это постановление А. Ширямова. Однако в этом же источнике приведён текст телеграммы Председателя Сибревкома и члена Реввоенсовета 5-й армии И. Н. Смирнова, где говорится, что решение о расстреле Колчака было принято на заседании седьмого февраля. Кроме того, весь день шестого февраля шёл допрос Колчака.
Н. Е. Руденский полагал, что казнь Колчака была сродни самосуду, так как была проведена по постановлению Иркутского военно-революционного комитета, выполнявшего указание центрального большевистского руководства. Никакого суда над Колчаком проведено не было.

## Память

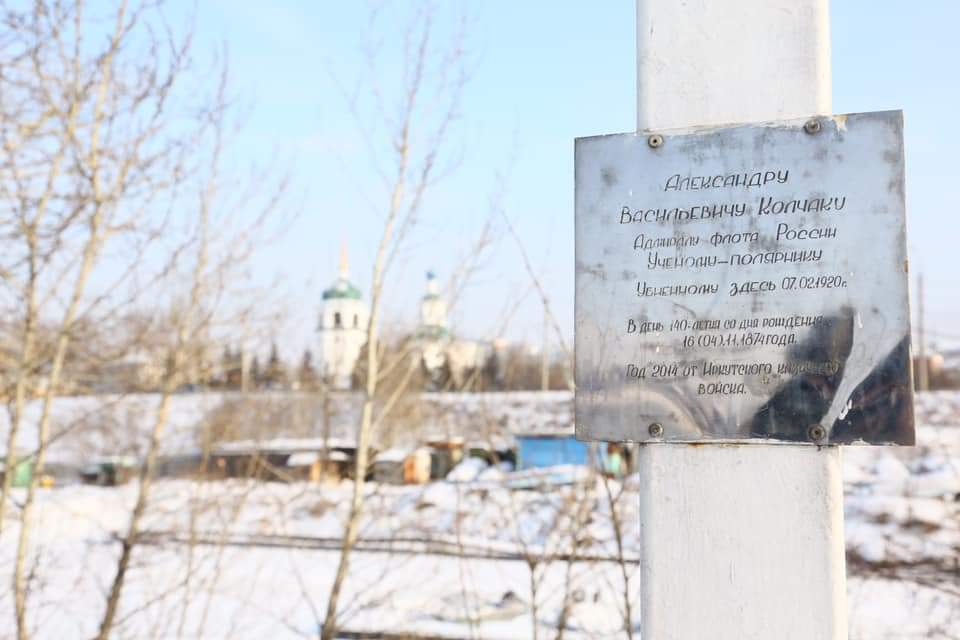
Табличка на кресте на символической могиле А. В. Колчака и В. Н. Пепеляева

В Иркутске на месте расстрела адмирала были установлены:
- в 1999 году — памятный крест (по инициативе Иркутского казачьего войска), в 2014 году обветшавший деревянный крест заменён металлическим крестом в память 140-летия со дня рождения А. В. Колчака[29].
- в 2004 году — первый в стране памятник адмиралу Колчаку (по инициативе Андреева С. В., скульптор — Клыков В. М.)[30].

18 декабря 2006 года в Иркутске в здании Иркутской тюрьмы был открыт Музей истории Иркутского тюремного замка имени А. В. Колчака, а в нём — экспозиция в бывшей камере Колчака.